# 乍浦之战
乍浦之战发生于道光二十二年（1842）年5月，第一次鸦片战争期间，是英国远征军为控制长江，封锁京杭大运河，截断漕运，进攻清朝海防要地乍浦同清军进行的一场战役，最终以英国军队获胜告终。这场战役过后，英军开始沿着长江口向中国内地进攻，为清朝最终战败埋下了伏笔。

## 缘起
1842年5月，第一次鸦片战争后期，英国为寻求尽快实现其结束战争之途径，决定向长江下游进攻。为集中兵力从长江口入侵，从5月中旬开始，英军陆续将宁波、镇海和定海三城的军队撤出，集中兵力北上江浙两省的海防重镇乍浦，以打开进入长江的突破口，进而执行控制长江，封锁运河，截断漕运，迫使大清帝国屈服。

## 战前准备

### 乍浦设防情况
乍浦位于钱塘江口，为历代海防要地，江浙咽喉。该城南临大海，东南有绵延的小山作为天然屏障，战略地位十分险要。战前清军原有八旗兵一千八百余人驻此，浙东战事吃紧时，清军在原有的工事基础上增建了炮台，添设了炮位，并从各省调来援兵，截至英军进攻前，乍浦守军共有6000多人，配有大小铜铁火炮110门，战船22艘，分别驻守在乍浦沿海21个营寨、炮台阵地，由副都统长喜统率。

### 英国远征军
1842年5月7日开始，英军开始从浙东收缩兵力，执行長江战役计划，北上进攻江浙两省。5月13日，英军舰队离开甬江口外黄牛礁海域，开始向长江口进攻，并决定于北上途中顺便摧毁乍浦港。5月17日开始，大批英舰驶入乍浦玉盘洋，计有：軍舰8艘、武装汽船4艘及其它战船、舢舨24艘，装载大炮100多门，陆军2000多名。8艘軍艦是金髮人號、汗華囇號、椋鳥號、莫德斯特號、哥倫拜恩號、本廷克號、阿吉林號、塞索斯特利斯號。

## 作战过程
5月17日，英舰驶抵乍浦海域，随即派出轮船侦察乍浦设防情况。次日，英舰8艘，载陆军二千二百二十人，对乍浦发起进攻。先以汗華囇號、金髮人号、莫德斯特號、阿爾吉利亞人號（HMS Algerine）和塞索斯特利斯號向乍浦前沿炮台开火，压制清军设置在各山寨阵地的炮台火力。接着，在复仇女神号、椋鳥號、皇后号、哥伦拜恩号、鴴號（HMS Plover）和冥界火河號的掩护下，英军登陆部队乘坐舢板，分成三路出击，清军以驻守在乍浦的八旗官兵和乡勇进行抵抗。
英军右路登陆部队969人首先在陈山西面的唐家湾上岸；左路登录陆部队863人由西山咀登陆；中央登陆部队300多人在炮兵掩护下由灯光山一带登岸，沿着山麓清军设防薄弱的地带迅速推进，试图切断城外守军与乍浦城之间的联系，并协同左纵队攻击乍浦城，同时英国海军以舰炮猛烈轰炸乍浦城，支援陆军的进攻。
右路，英军中校马利斯率领第十八皇家愛爾蘭團、四十九团以及工兵等，遭到驻守在天妃宫炮台的绿营和乡勇抵抗。炮台守军向英军发炮开火，但很快被英舰舰炮火力所压制。英军连续两次进攻，最终将清军工事攻破。在激战中，协领英登布、佐领多仁图、骁骑校布勒忠武、海防同知韦逢甲等均力战而亡，副都统长喜在战斗中身负重伤。
中路，由蒙哥马利中校率皇家炮兵第三十六团、及工兵约300人，在灯观山南坡牛角尖、檀树泉登陆，遭到乍浦水师右营把总韩大荣，率领的300名士兵抵抗。由于清军装备落后，又遭左路英军从背后包抄，最终三面被围，几乎全军覆没。
左路，英军叔得上校率第二十六卡梅拉尼亞步兵團、五十五团，从陈山嘴、唐家湾登陆，遭遇清军千总李廷贵、张淮泗率376名士兵。双方相持一个多小时，不久英军后援部队赶到，将清军击溃，乍浦城外的清军与英军激战约二小时，不久便在英军攻击下向平湖方向败退。英军在攻陷前沿阵地后，随即向乍浦推进。

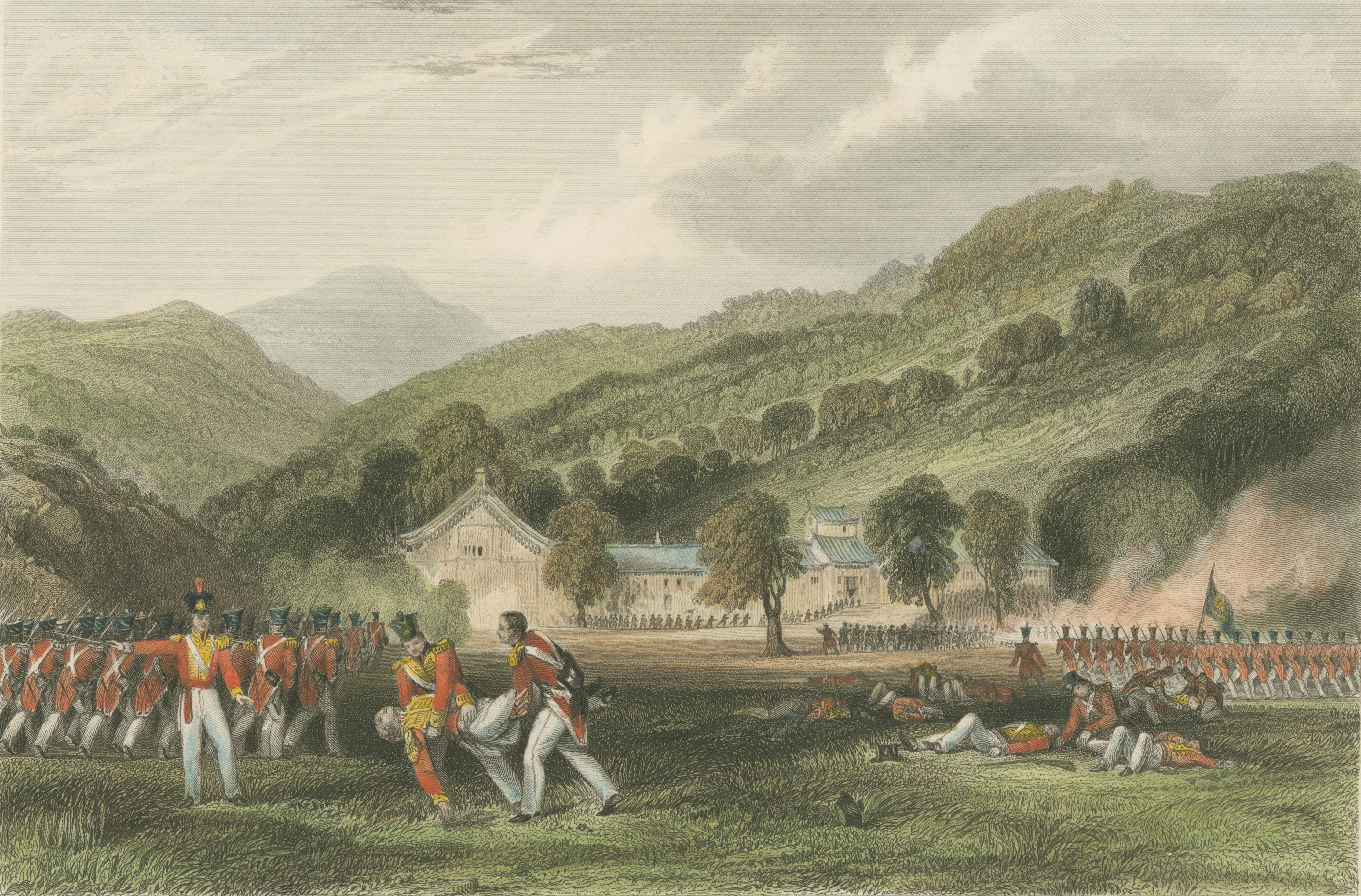
英军攻打天尊庙

佐领隆福率领的旗兵300余名，在前沿失守，退路被英军第二十六团切断的情况下，率众隐藏在灯光山与小观山之间的天尊庙内，不久被中路英军发现，英军随即越岭来攻，将大庙包围。英军连续数次冲锋未能奏效，损失颇为惨重，第十八皇家爱尔兰团团長汤林森中校颈部被清军击穿阵亡。英军进攻无效，最后在野战炮掩护下会同进攻乍浦的英军使用火药包将大庙炸塌，才将该庙攻下，庙中旗兵除43人突围外，其余全部被俘或阵亡。:264

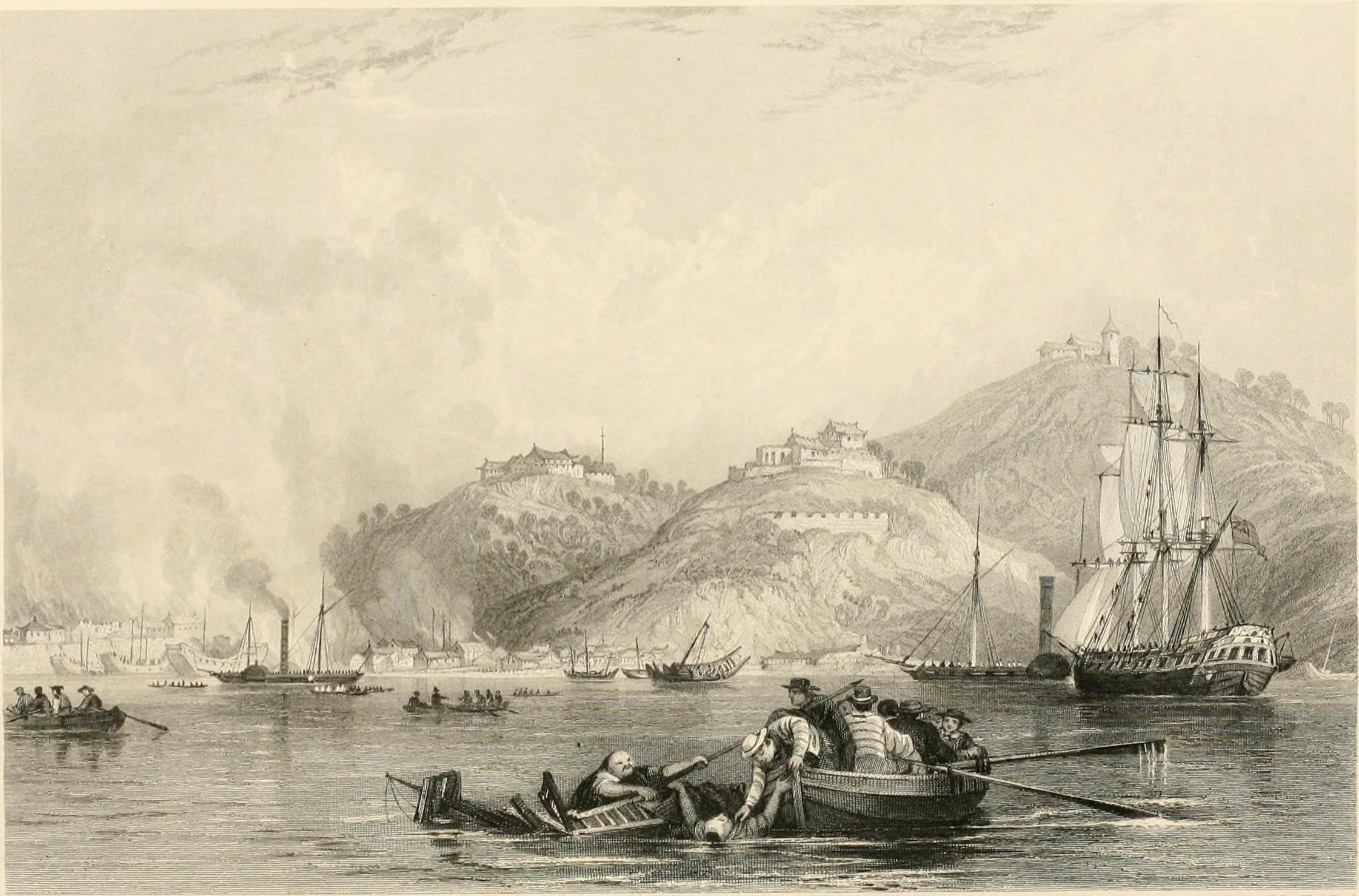
攻擊結束

英军占领天尊庙后，各纵队会合，直抵乍浦城下，由东门缘梯而入，占领了乍浦城。英军占领乍浦后，在乍浦逗留休整十天，期间几乎将该城焚掠一空。
此役英军傷亡60余人（陣亡人數有9人或13人兩說:265），清军损失：二品副都统一名，三品协领一名，翼领二名，四品佐领五名，五品防御三名，六品骁骑校十一名，七品和八品校官七名，八旗兵279名；汉兵五品海防同知一名，六品千总二名，七品把总六名，八品外委二名，汉兵658名，乡勇600余名，死难平民约1500余人。

## 后续
乍浦失陷后副都统长喜身负重伤，撤退至嘉兴，不久不治而亡。耆英在乍浦被占后立即向清廷奏报乍浦失陷经过，力陈“舍羈縻之外无他策”，主张求和。不久清廷又重新起用主张议和的伊里布，并送还乍浦之战中俘获的黑白洋兵16名，以示和谈诚意。但英军不相信清廷的和谈诚意，于5月28日开始全部登船北驶，6月8日抵达长江口外的鸡骨礁一带集结，并派出轮船探测航道，侦察沿途清军设防情况，准备继续进攻吴淞口。:266